# Il était une fermière qui allait au marché
 (décembre 2024).
Il était une fermière est une comptine pour les tout petits, chantée dans bien des maternelles. Elle peut être mimée ou dansée.

## Paroles
Il était une fermière

Qui allait au marché,

Elle portait sur sa tête

Trois pommes dans un panier.

Les pommes faisaient rouli-roula,

Les pommes faisaient rouli-roula,

Stop !

Trois pas en avant,

Trois pas en arrière,

Trois pas d'un côté,

Trois pas de l'autre côté.